# Werner Hitzer
Werner Hitzer (* 6. Oktober 1918 in Berlin; † 2005 in Dresden) war ein deutscher Maler und Grafiker.

## Leben und Werk
Hitzer kam mit seinen Eltern 1920 nach Dresden, wo sein Vater Franz Hitzer in der Leipziger Straße eine Farbenhandlung eröffnete, die es heute noch in Dresden gibt. Hitzer wollte eigentlich eine kaufmännische Ausbildung machen, studierte dann aber von 1938 bis 1942 an der Akademie der Bildenden Künste Dresden Malerei und Grafik, u. a. bei Rudolf Schramm-Zittau. Danach arbeitete er, unterbrochen durch die Teilnahme am Zweiten Weltkrieg, als Maler und Grafiker in Dresden.
In der DDR war Hitzer bis 1990 Mitglied des Verbands Bildender Künstler. Er schuf neben Ölgemälden u. a. Aquarelle, Pastelle und eine bedeutende Anzahl von Zeichnungen vor allem mit Motiven seiner näheren sächsischen Heimat. 1992 gestaltete er als Auftragsarbeit einen floralen Deckenfries in der Apotheke am Hellerauer Markt. Weitere Wandbilder schuf er in zwei Dresdner Kindergärten.

## Werkbeispiele

### Tafelbilder
- Fischerkollektiv bei der Arbeit (vor 1959, Öl, 75 × 100 cm; auf der Vierten Deutschen Kunstausstellung)[3]
- Fährbahnhof Saßnitz (um 1961)[4]
- Zwei weibliche Akte (wohl 1970er Jahre, Öl)[5]
- Geishas (1988, Öl)[6]

### Zeichnungen
- Seußlitz (1987)[7]
- Moritzburg, Fasanenschloss (1985)[8]
- Putzkau (1989)[9]
- Dietrichshagen Mecklenburg[10]

### Weitere Techniken
- Straße im Schnee (Pastell)[11]
- Liegende (1976, Monotypie, coloriert)[12]

## Ausstellungen (unvollständig)
- 1948: Dresden, Haus des Kulturbunds („Die Jungen. Malerei, Grafik, Plastik“)

- 1948: Zwickau, Städtisches Museum („Schau der Jüngsten. Maler, Graphiker, Bildhauer“)
- 1958/59: Dresden, Vierte Deutsche Kunstausstellung
- 1972 und 1974: Dresden, Bezirkskunstausstellungen